# Dalenda Hamdi
Dalenda Hamdi (ar. دلندة حمدي) – tunezyjska judoczka. Uczestniczka mistrzostw świata w 1989. Startowała w Pucharze Świata w 1993 i 1996. Srebrna medalistka mistrzostw Afryki w 1996. Wicemistrzyni igrzysk frankofońskich w 1989 roku.